# Robecq

Robecq este o comună în departamentul Pas-de-Calais, Franța. În anul 2009 avea o populație de 1246 de locuitori.